# Première guerre scolaire
Pour les articles homonymes, voir Guerre scolaire.
La première guerre scolaire est une crise politique qu'a traversée la Belgique entre 1879 et 1884. Elle éclate à la fin du XIXe siècle dans un contexte tendu, où les réformes visant à la laïcisation de la société par les libéraux se succèdent et rencontrent la résistance combative du clergé catholique. La création des établissements scolaires, le choix des matières enseignées, la désignation des enseignants, le contrôle des manuels utilisés sont autant de sujets de discorde dans la société belge depuis.

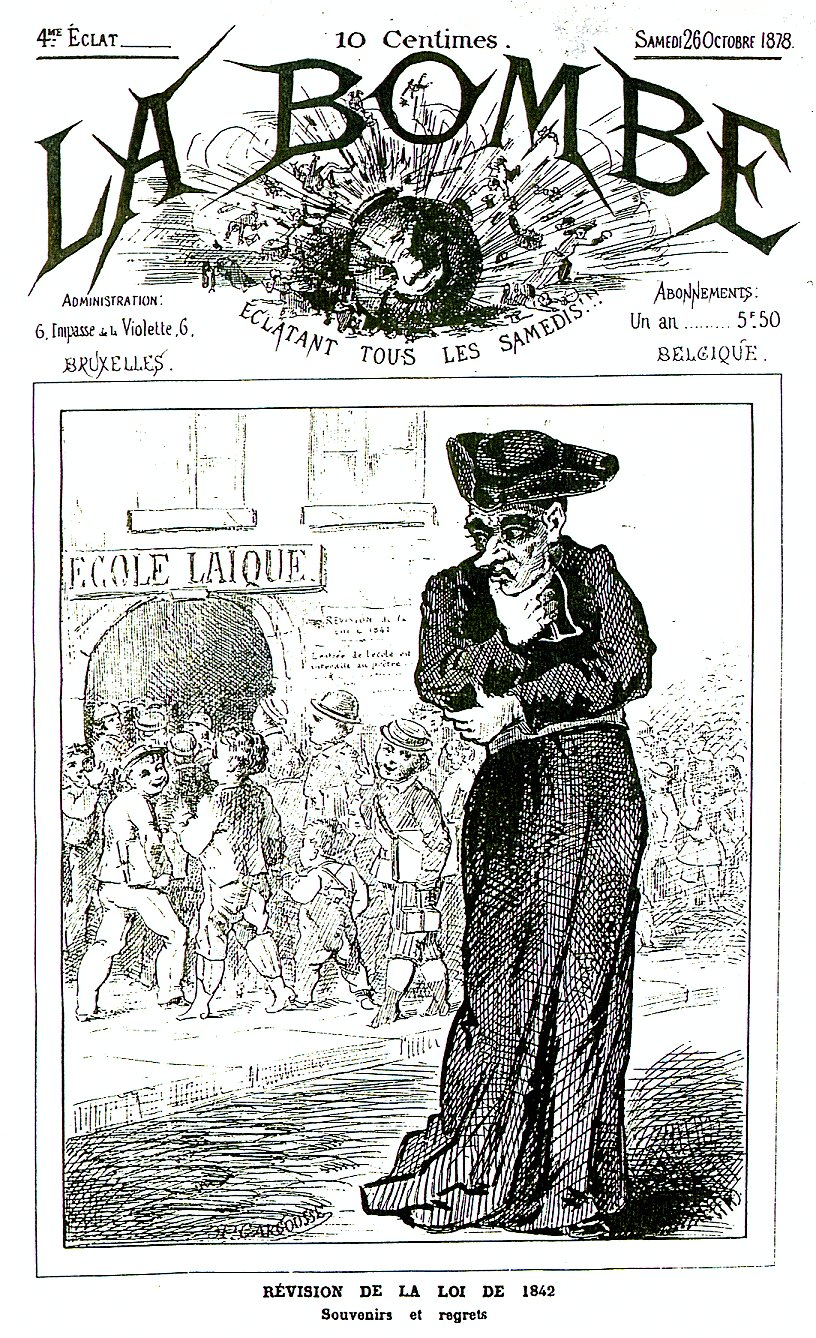
Couverture du magazine satirique La Bombe du 26 octobre 1878.

## Contexte
L’enseignement est universellement un enjeu socio-politique : il véhicule les valeurs de la société et forme les futurs citoyens, électeurs, parents en plus de ce qui est « l'Élite ».
Depuis l'indépendance de la Belgique, grâce à la liberté d'enseignement garantie par la Constitution, de nombreuses écoles catholiques sont créées à la demande des évêques. Ainsi, une école primaire est construite dans chaque paroisse, si bien qu’en 1840, sur un total de 5189 écoles primaires, il y avait 2284 écoles privées catholiques dans le pays. Peu d'écoles publiques sont créées à cette période, faute de moyens.
Pour la plupart des catholiques à cette époque, l’Église se doit d’instruire les baptisés qui forment la grande majorité de la population. Le pouvoir civil doit donc subventionner l’Église puisqu’elle assure une fonction du service public. Les libéraux quant à eux soutiennent qu’un enseignement public neutre devrait contrer les établissements d’enseignement libre.  

### L'enseignement primaire
En 1842, le cabinet unioniste de Jean-Baptiste Nothomb fait voter la première loi organique de l'enseignement primaire. Compromis entre catholiques et libéraux, cette loi du 23 septembre 1842, aussi appelée « loi Nothomb », est votée à la quasi-unanimité à la Chambre et à l’unanimité au Sénat. Elle instaure un enseignement primaire gratuit mais non obligatoire subsidié par l’État. Une école primaire doit être créée dans chaque commune. Il doit y être dispensé un enseignement religieux sous la surveillance du clergé catholique. Ce dernier peut donc étendre son influence sur l’école primaire, même à travers le réseau officiel.

### L'enseignement moyen
Le Congrès libéral du 14 juin 1846 qui fonde officiellement le Parti libéral prône notamment l’organisation d’un enseignement public à tous les degrés exclusivement mis sous la surveillance de l’État. L'article 3 du programme prévoit « l’organisation d’un enseignement public à tous les degrés, sous la direction exclusive de l’autorité civile, en donnant à celle-ci les moyens constitutionnels de soutenir la concurrence contre les établissements privés, et en repoussant l’intervention des ministres des cultes, à titre d’autorité, dans l’enseignement organisé par le pouvoir civil ». Ce nouvel enseignement public serait donc dépourvu de toute influence catholique.
À partir de 1848, les conceptions libérales concernant l’enseignement public se radicalisent. Si les libéraux acceptent la loi sur l’enseignement primaire, ils durcissent néanmoins leur position pour l’enseignement moyen. La loi du premier juin 1850, soutenue par Théodore Verhaegen et Frère-Orban, prévoit la création de dix athénées royaux et cinquante écoles moyennes pour garçons. Elle assure la mainmise de l’État sur les collèges et écoles moyennes des communes puisque les professeurs doivent être choisis parmi les diplômés des écoles normales. L’État se réserve le droit de contrôler les livres, les programmes et les budgets. Le premier réseau de l’enseignement de l’État est ainsi créé.

### L'enseignement féminin
Vers la fin des années 1850, le monopole des congrégations religieuses sur l’instruction des filles est remis en question. Les libéraux craignent que l’essor du libéralisme soit freiné par l’influence que le catholicisme a sur les mères et épouses soumises à l’emprise de l’Église.
Les libéraux s’appuient sur la liberté de l’enseignement garantie par la Constitution pour mettre en place, avec l’aide des premières féministes, un réseau d’enseignement secondaire laïque pour filles. Ces écoles sont instituées par les administrations communales libérales des villes. À Bruxelles, un premier institut communal dirigé par Isabelle Gatti de Gamond voit le jour en octobre 1864. Ces écoles féministes adoptant ce modèle sont surnommées les écoles « à la Gatti ». La réaction des catholiques est si virulente et brutale qu’elle renforce l’union des libéraux. Ce n’est pourtant qu’en 1881 qu’un réseau d’enseignement secondaire pour les filles est créé par l’État.

### L'enseignement supérieur
Le contrôle sur la formation des élites universitaires est également un enjeu crucial dans le conflit qui oppose les libéraux au clergé. Les tensions idéologiques éclatent en incidents ponctuels.

### La position des libéraux de 1847 à 1876
À la suite de la victoire des libéraux aux élections de 1847 et à l'instauration d'un gouvernement libéral homogène sous la direction de Charles Rogier, l’unionisme est rompu. En effet, les décennies suivantes verront se succéder des gouvernements homogènes. La Belgique sera alors le théâtre de luttes incessantes entre cléricaux et anticléricaux, entre libéraux et catholiques. Le nouveau ministre veut laïciser la société et vise l'indépendance du pouvoir civil. 

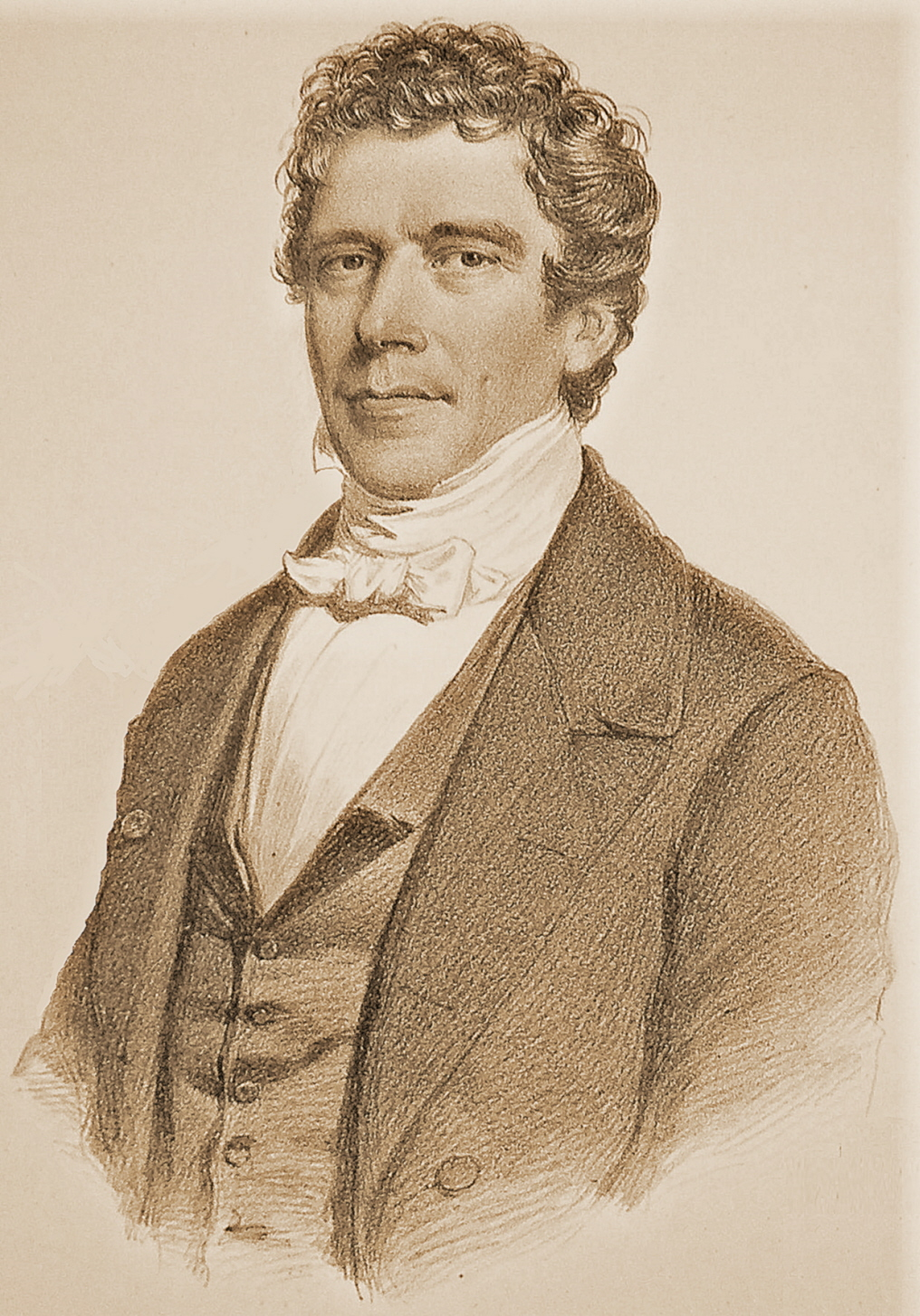
Charles Rogier, 1er ministre belge en 1847

En 1854, le gouvernement libéral plus modéré d'Henri de Brouckère trouve un compromis avec le clergé : la Convention d’Anvers. Selon celle-ci, « seul le clergé catholique est invité à donner les cours de religion, un système de dispense est prévu pour les élèves non catholiques ; le cours de religion est reconnu comme partie essentielle du programme ; les livres religieux sont choisis par l’évêque et aucun manuel ne peut contenir quoi que ce soit de contraire à la religion ». La plupart des écoles de Bruxelles, du Brabant wallon et du Hainaut s'y refusent, soutenues notamment par Théodore Verhaegen et Walthère Frère (dit Frère-Orban). 
Dès 1857, le gouvernement Rogier-Frère-Orban impose des mesures de sécularisation notamment en matière de bourses d’étude et d’enseignement féminin. Il renie la Convention d’Anvers et refuse d’entériner ces nouveaux accords qui seront néanmoins appliqués dans la pratique au niveau local, jusqu’à la guerre scolaire.
À la suite de la victoire des catholiques aux élections de 1870, les libéraux se réunissent lors d’un Convent libéral, le 13 juillet 1870, sous la présidence de Pierre Van Humbeeck. Le programme de base est modifié et prône des mesures politiques radicales. Il exige entre autres une « séparation absolue de l’État et des Églises par la sécularisation complète de l’enseignement public à tous les degrés ». Les plus radicaux réclament la suppression des subsides aux cultes, aux congrégations religieuses et aux écoles catholiques.
Après huit années de gouvernements catholiques, les libéraux remportent les élections législatives du 11 juin 1878 et accèdent à 71 sièges à la Chambre et 36 au Sénat.

## La crise

### La «loi de malheur» (1879) sous l'égide libérale
La nouvelle équipe gouvernementale, dont les membres appartiennent tous à la franc-maçonnerie, est dirigée par le cabinet libéral Frère-Orban-Van Humbeeck. Un ministère de l'Instruction publique est créé et confié à Van Humbeeck qui dépose un projet de loi le 21 janvier 1879 pour réformer l’enseignement et y réduire drastiquement le rôle de la religion catholique. Le projet est voté le 1er juillet 1879 et devient la deuxième loi organique sur l’enseignement primaire.
Désormais, si chaque commune doit, à l’instar de la première loi organique de 1842, organiser au moins une école primaire laïque et neutre, elle ne doit cependant plus dispenser de cours de religion mais bien un cours de morale laïque. Exception est faite si les parents le demandent expressément. Dans ce cas, un ministre du culte peut venir dispenser un cours de religion au sein de l’école dans un local mis à disposition, en dehors de l’horaire normal des cours. Les instituteurs doivent être diplômés des écoles normales officielles, dont le cours de religion est également exclu. Enfin, les collectivités locales (provinces et communes) ne peuvent plus adopter ni subsidier les écoles du réseau catholique.
L’épiscopat y voit « un attentat contre la foi et les mœurs ». La presse catholique dénonce cette nouvelle législation comme une « loi de malheur ». C’est le début d’une guerre scolaire qui va durer 5 ans qui porte en elle le « fanatisme des deux partis ».

### Les réactions des partis antagonistes

#### Opposition des catholiques
Dès le dépôt du projet, les catholiques sont invités par les autorités religieuses à s’y opposer. Une pétition contre la loi recueille 317 000 signatures mais la loi passe en juillet. 
Parallèlement à cela, l’épiscopat belge met en œuvre une série de sanctions spirituelles à l’égard des parents et acteurs scolaires. Les évêques publient un mandement le 7 décembre 1878 qui refuse les sacrements aux instituteurs des écoles officielles et aux parents qui y envoient leurs enfants. La sanction porte aussi sur les élèves et aux parents d'élèves des écoles normales officielles. Selon l’épiscopat l’école neutre, qualifiée d’« antireligieuse » précipitera le courant socialiste qui s’annonce à « engloutir l’ordre et la propriété ».
Ces actions sont rapides et efficaces. Dès avant la rentrée scolaire de 1879, près de 2.000 instituteurs sur un total de 9.417 démissionnent de l'enseignement officiel.
Par ailleurs, toujours en réaction contre la politique de sécularisation menée par le gouvernement, l’Église décide de renforcer le réseau d’écoles libres et de le compléter par le soutien aux associations sociales, culturelles et caritatives mises en place par la bourgeoisie. Le but est de diffuser leur idéologie en prônant la défense de la religion, de la famille et de la propriété par un encadrement plus rapproché des fidèles. Au bout d’un an, 1.986 communes sont dotées d'écoles libres et en 1881, le nombre des écoles primaires libres s'élève à 3.835.
En 1880, l’Église catholique refuse de participer officiellement aux fêtes du Cinquantenaire de l’indépendance.

#### L'«échange de vues»
Frère-Orban entame alors une négociation avec le pape Léon XIII (surnommée l'« échange de vues »), espérant obtenir, en échange du maintien de la légation belge auprès du Saint-Siège, un blâme contre l'attitude des évêques belges en matière scolaire. Le pape accepte de conseiller la prudence et la modération aux évêques, mais pas de les condamner.
Frère-Orban, déçu de n'avoir point obtenu du pape un désaveu formel et public de l'intransigeance épiscopale, supprime la légation et, le 5 juin 1880, rappelle à Bruxelles Auguste d'Anethan, ambassadeur de Belgique auprès du Saint-Siège. Il rompt ainsi les relations diplomatiques avec le Vatican.

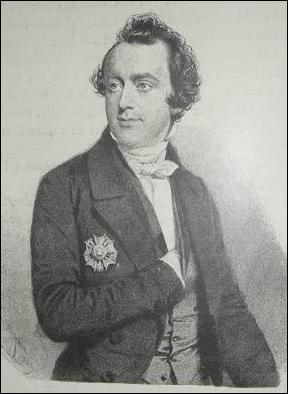
W.Frère-Orban, impose des mesures de sécularisation notamment en matière de bourses d’étude et d’enseignement féminin en 1857

#### Riposte des libéraux
Outre la réduction des budgets de culte et la diminution des traitements des chanoines et des professeurs de séminaire, le gouvernement libéral applique dès lors plus rigoureusement la législation et exerce des pressions administratives sur les pouvoirs subordonnés réticents.
Voyant que contrairement aux écoles libres, les écoles officielles rurales peinent à trouver des élèves, le gouvernement prend des mesures coercitives comme obliger les fonctionnaires à inscrire leurs enfants dans des écoles officielles sous peine de sanctions professionnelles ou priver d'allocations les familles qui n'envoient pas leurs enfants à l'école officielle.
Le gouvernement organise une vaste enquête sur la situation matérielle et morale de l’enseignement primaire belge. Le rapport doit également faire état des résultats de la loi du 1er juillet 1879 et des moyens mis en œuvre pour entraver l’exécution de cette loi.
Les catholiques refusent de siéger dans cette commission d’enquête, considérant que les procédures d'enquêtes sont des manœuvres d'intimidation.

## Dénouement

### Retour des catholiques au pouvoir
Le financement de l’extension du réseau scolaire officiel grève lourdement le budget de l’État qui par ailleurs doit faire face à une situation économique difficile en 1883. Une levée d’impôts supplémentaires rend le gouvernement impopulaire. Les catholiques remportent alors les élections du 11 juin 1884 et forment un nouveau gouvernement homogène.

### Abrogation de la "loi de malheur" et promulgation de la "loi Jacobs"
La « loi de malheur » est abrogée par le gouvernement Malou-Woeste-Jacobs qui réunit les Chambres en session extraordinaire pour y déposer un nouveau projet de loi relatif à l'organisation de l'enseignement primaire. Les libéraux manifestent à Bruxelles et les bourgmestres des grandes villes tentent d'obtenir du roi Léopold II qu'il refuse de ratifier la loi mais sans succès.
La « loi Jacobs » du 30 août 1884 est la troisième loi organique de l’enseignement primaire. Elle dépossède l’État de son monopole sur l’enseignement et facilite le développement du réseau libre. Les communes peuvent désormais avoir une école officielle ou libre (adoptée), un cours de religion peut y être dispensé à la demande des parents, des instituteurs issus des écoles normales peuvent enseigner dans le réseau officiel.
Dans les communes où les catholiques détiennent le pouvoir communal, l’adoption des écoles libres se fait au détriment du réseau officiel ; ainsi dès la première année d’application de la loi, 931 écoles disparaissent et 792 instituteurs sont mis en disponibilité. En revanche, dans les communes à majorité libérale, essentiellement dans les grandes villes et en particulier dans les provinces de Liège et du Hainaut, très peu d’écoles libres sont adoptées et les écoles communales ne dispensent pas de cours de religion.
Face à l’impopularité de cette loi et à l’hostilité qu’elle génère dans les sphères libérales, et irrité de l'intolérance des ministres Woeste et Jacobs, le roi réclame la démission du ministère Malou. Le gouvernement suivant, plus modéré, intègre quelques libéraux et aménage la loi scolaire, interdisant notamment aux communes d'engager des instituteurs étrangers, les écoles libres étant particulièrement concernées.